# Fara v Horní Cerekvi
Fara ve městě Horní Cerekev je budova v rámci komplexu staveb Římskokatolické farnosti Horní Cerekev. Od 31. prosince 1963 je chráněna jako kulturní památka České republiky.
Římskokatolická farnost v Horní Cerekvi je územním společenstvím římských katolíků v rámci pelhřimovského vikariátu českobudějovické diecéze. Nachází se na Pelhřimovsku v oblasti českomoravského pomezí a sdružuje další farnosti v Počátkách, Veselé a v Žirovnici.

## Historie a popis
V letech 1676–1677 se zaváděla evidence farností, tzv. farské relace, kde byla zanesena také budova fary. Horní Cerekev tou dobou byla zapsána ve vikářství jindřichohradeckém. Samotná fara byla v žalostném stavu, podle dobrozdání tehdejšího faráře. Jedna obyvatelná místnost pro kněze i pro služebný personál. Po třicetileté válce byly škody obrovské. Z vizitačních protokolů pražského arcibiskupství z let 1694–1710 se dozvídáme o stavu fary ještě před přestavbou. Duchovní správce uvádí, „že má faru horší než je pastouška, prastarou ze zpuchřelého dříví, která hrozí sesuvem“ a že „bydlí v jedné místnosti s čeledí“. Dále v protokolu poznamenal, že „patron mu sice slibuje faru novou, ale nic nekoná“.
V letech 1700 až 1701 došlo k úpravám a nový patron se o farnost nadstandardně staral a tak vznikl farní špitál (kapacita 4 osoby), nová, už zděná fara, kde byla také škola.[zdroj?] Na klenáku portálu je vyryto datum 1708. Farní budova byla nově vystavěna za patronace hraběte Františka Ferdinanda z Kuenburgu. Přestavba fary stála 1800 zlatých. Nově byly také vybudovány chlévy pro dobytek, sýpka a zahrádka. Fara se v pozdějších letech stále upravovala, například roku 1797 byl vjezd do fary opatřen chybějícími vraty a o čtyři roky později získala střecha fary a sýpky nový šindel, což se ještě opakovalo v roce 1814.
Dne 6. května roku 1821 postihl obec Horní Cerekev zhoubný požár, který velmi poškodil kostel, chudobinec, hřbitovní kostel a shořela také fara.
K obnově fary a hospodářských stavení po požáru se společně zavázali tehdejší farář P. Tadeáš Jan Kottnauer, který měl na vlastní náklady obnovit hospodářská stavení, a hrabě Kryštof Cavriani, jenž přislíbil financovat opravu farního domu. Hrabě Kryštof Cavriani se zásadním způsobem podílel na obnově fary, chudobince, obou kostelů, školy i radnice.

### Současnost
Rozlehlá barokní fara je jednopatrová budova tvoří spolu s nedalekým kostelem Zvěstování Páně významnou dominantu náměstí. Nad vstupním klenutým portálem je umístěn velký vikýř.
Zděná příčně průjezdná stodola se skladem a dvěma chlévy byla kvůli nedostatku údržby v havarijním stavu. Byla vykoupena městem a v roce 2010 zbourána. Zůstala pouze malá část (původní sýpka), která dnes slouží jako garáž a kůlna na nářadí.
Farářem - administrátorem farnosti je od července 2021 P. Mgr. Martin Brácha, který se stará také o farní zahradu. Fara je zabezpečená mimo jiné také kamerovým systémem.

## Galerie

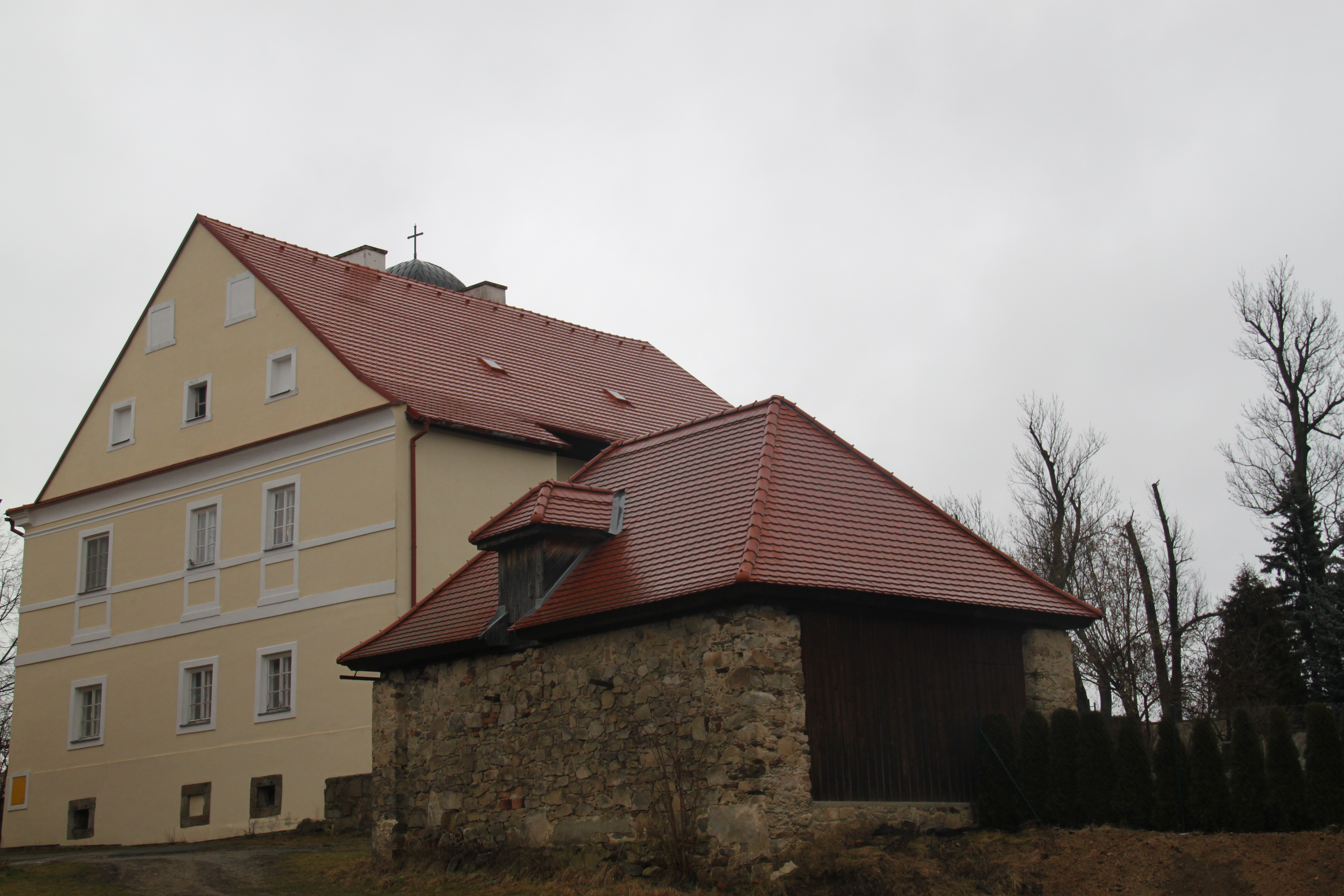
Fara a sýpka
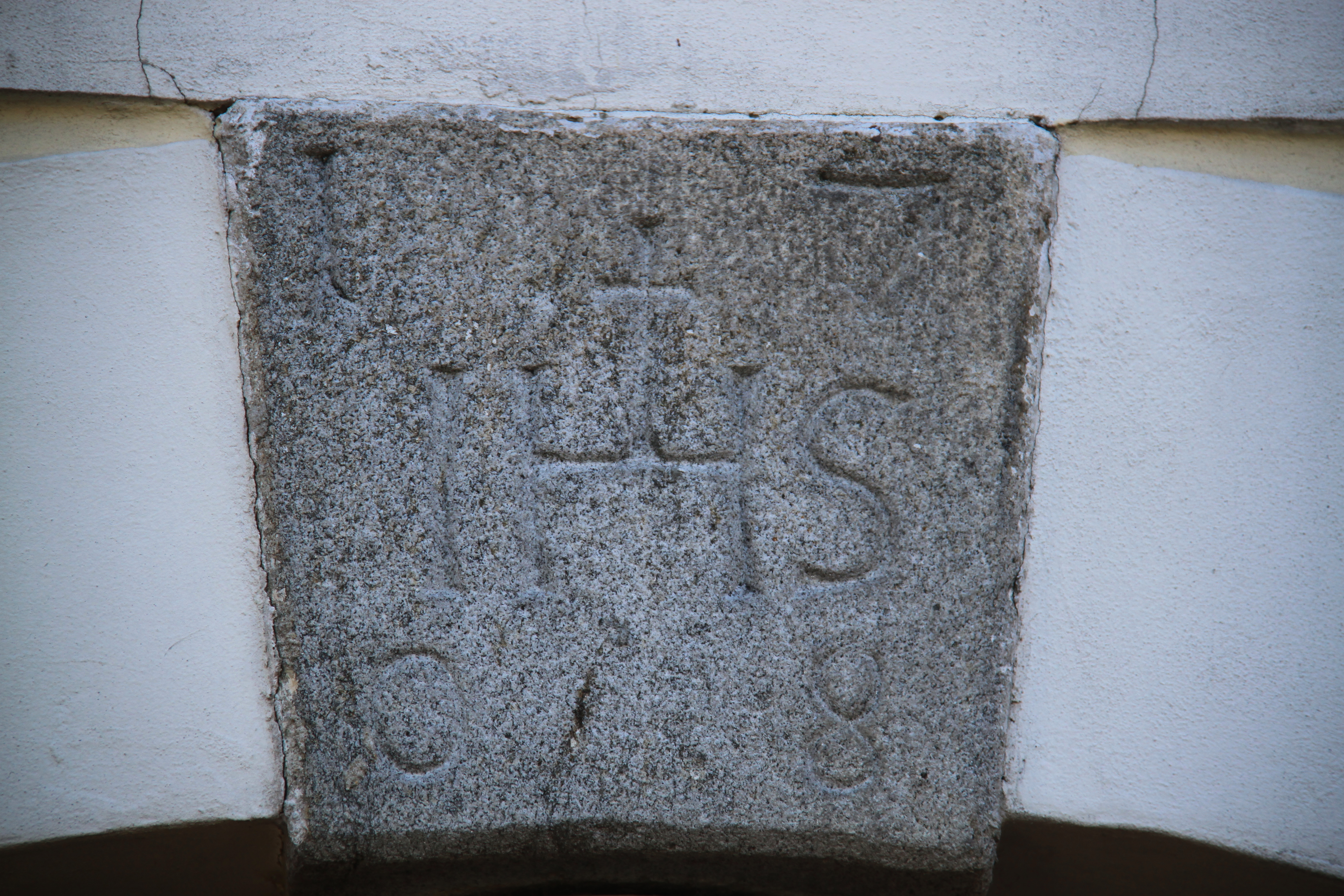
Klenák portálu
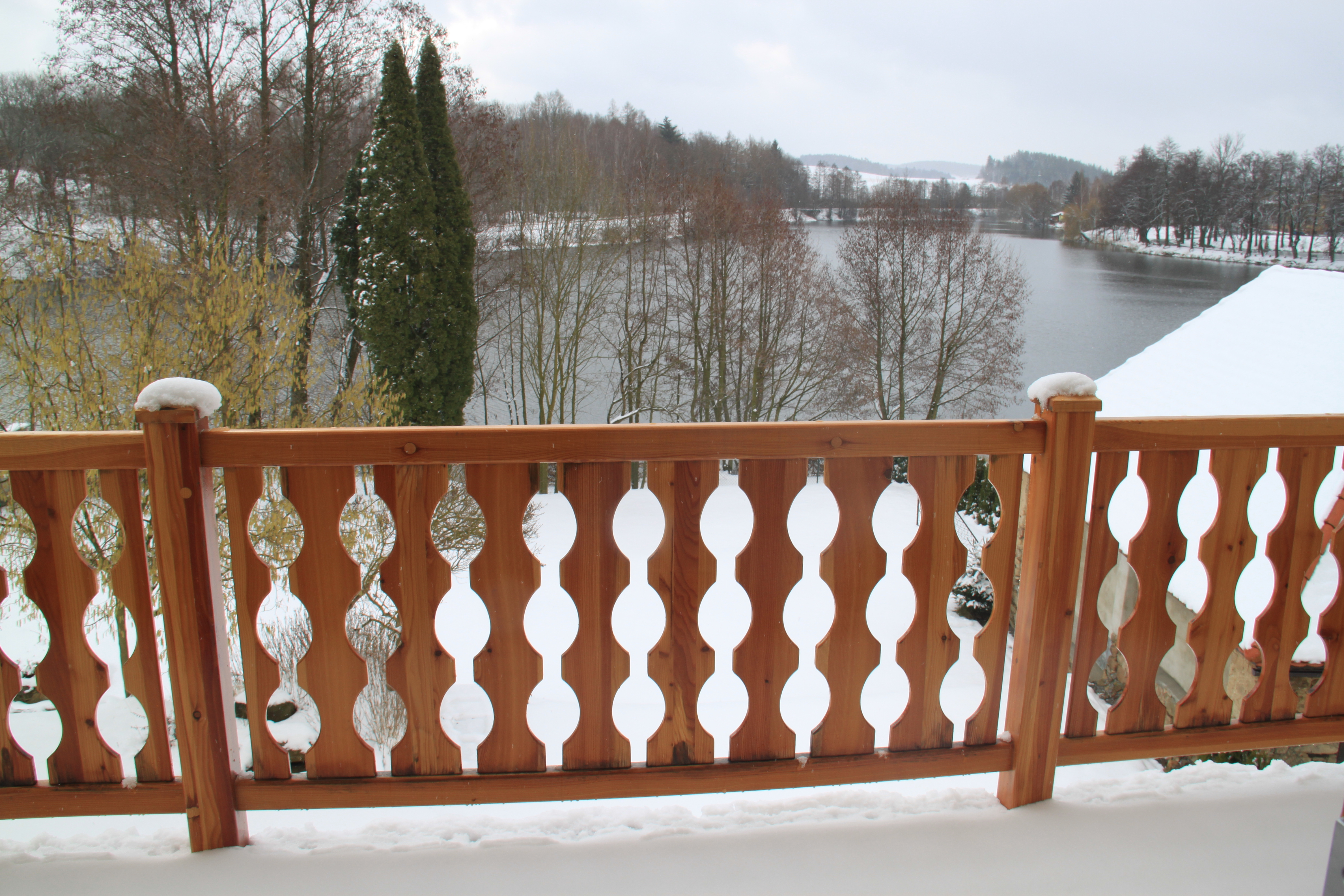
Pohled z balkónu
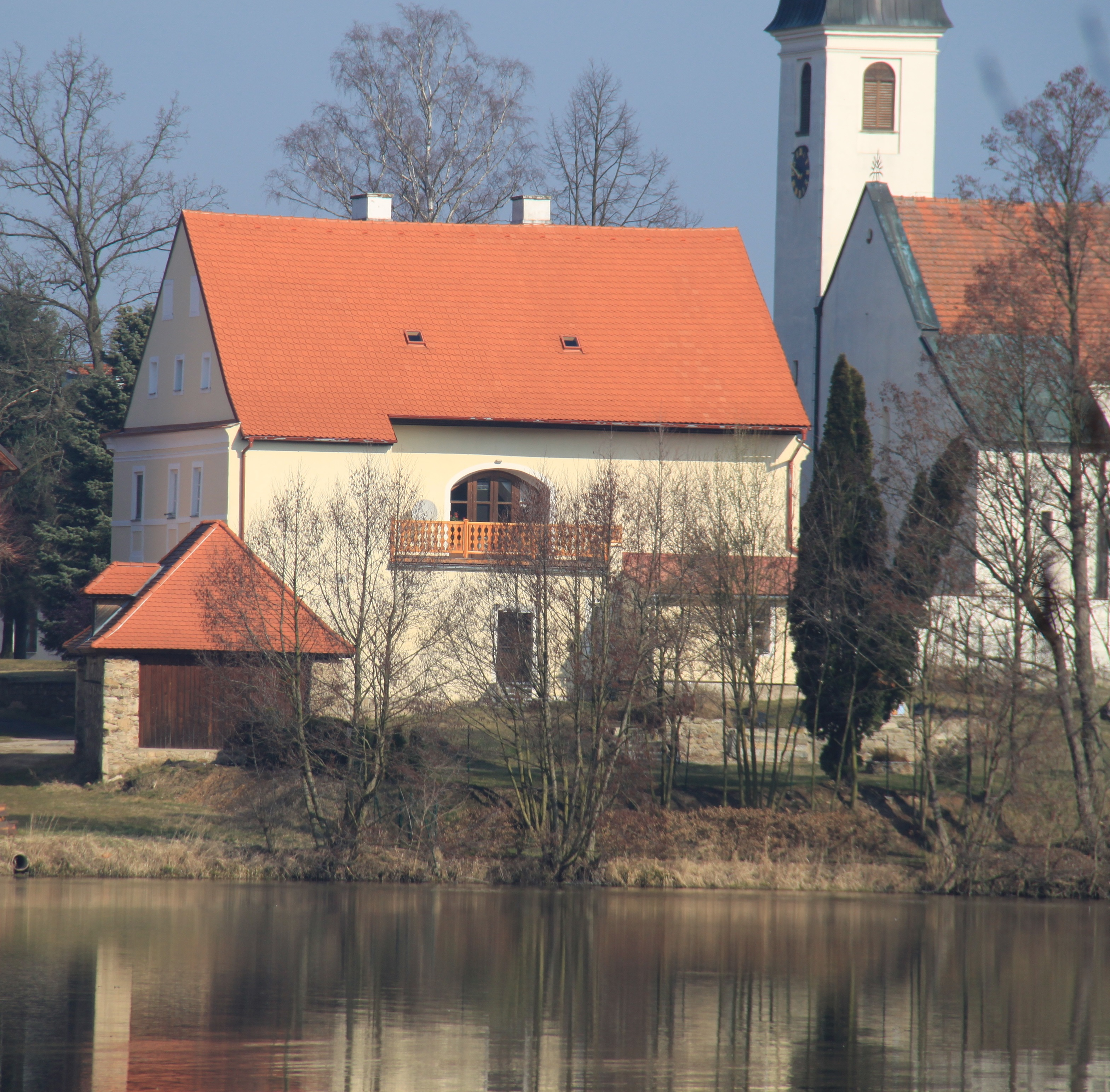
Pohled od Zámeckého rybníka